# Marcel Brenner
Marcel Brenner (* 25. Juli 1997 in Ostermundigen) ist ein Schweizer Motorradrennfahrer.

## Statistik

### In der Supersport-Weltmeisterschaft
(Stand: 25. Februar 2024)
| Saison | Team                         | Motorrad              | Rennen | Siege | Zweiter | Dritter | Poles | Schn. Runden | Punkte | Ergebnis |
| ------ | ---------------------------- | --------------------- | ------ | ----- | ------- | ------- | ----- | ------------ | ------ | -------- |
| 2021   | VFT Racing                   | Yamaha YZF-R 6        | 13     | –     | –       | –       | –     | –            | 35     | 18.      |
| 2022   | VFT Racing                   | Yamaha YZF-R 6        | 22     | –     | –       | –       | –     | –            | 32     | 22.      |
| 2024   | Viamo Racing by MTM Kawasaki | Kawasaki Ninja ZX-6 R | 2      | –     | –       | –       | –     | –            | 3      | 16.      |
| Gesamt | Gesamt                       | Gesamt                | 37     | 0     | 0       | 0       | 0     | 0            | 70     |          |